# جيمس غيلبرت باكر
جيمس غيلبرت باكر (بالإنجليزية: James Gilbert Baker)‏ (11 نوفمبر 1914-29 يونيو 2005) عالم فيزياء فلكية أمريكي.

## السيرة الذاتية
جيمس هو الابن الرابع لأبويه.
توفي جيمس في سن ال90، وتبقت زوجته إليزابيث.